# Tiaropsidium polyradiatum
Tiaropsidium polyradiatum är en nässeldjursart som beskrevs av Paul Torben Lassenius Kramp 1965. Tiaropsidium polyradiatum ingår i släktet Tiaropsidium och familjen Mitrocomidae.
Artens utbredningsområde är Indiska oceanen. Inga underarter finns listade i Catalogue of Life.